# Libochovany
Libochovany – gmina w Czechach, w powiecie Litomierzyce, w kraju usteckim. 1 stycznia 2014 liczyła 597 mieszkańców.
W miejscowości jest przystanek kolejowy Libochovany.